# 30 Pułk Piechoty Obrony Krajowej

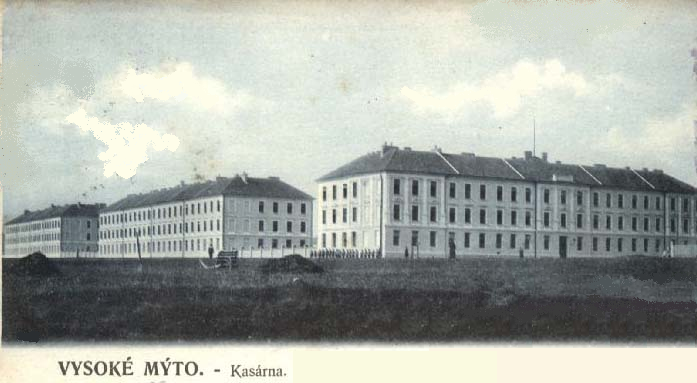
Koszary piechoty w Hohenmauth

30 Pułk Piechoty Obrony Krajowej Vysoké Mýto (niem. 30. Landwehrinfanterieregiment Hohenmauth lub 30 Landwehr Infanterie-Regimenter Hohenmauth.) – pułk piechoty cesarsko-królewskiej Obrony Krajowej.

## Historia pułku
Pułk został utworzony w Vysokim Mýcie 1 października 1898 roku.
Okręg uzupełnień Obrony Krajowej Vysoké Mýto (niem. Hohenmauth), Hradec Králové (niem. Königgrätz) na terytorium 9 Korpusu.
Kolory pułkowe: trawiasty (grasgrün), guziki srebrne z numerem pułku „30”.
W latach 1903–1914 pułk stacjonował w Vysokim Mýcie i wchodził w skład 51 Brygady Piechoty Obrony Krajowej należącej do 26 Dywizji Piechoty Obrony Krajowej.
W lipcu 1914 roku skład narodowościowy pułku: 68% – Czesi, 28% – Niemcy.
W czasie I wojny światowej pułk walczył z Rosjanami w styczniu i lutym 1915 roku w Galicji, między innymi w okolicach Żmigrodu i Magury Małastowskiej. Żołnierze pułku są pochowani m.in. na cmentarzach wojennych nr: 60 w Magurze, 59 w Przysłupie oraz 61 w Wirchnem.

## Żołnierze pułku
Komendanci pułku
- płk Franz Arzt (1903)
- płk Ludwig Können (1904–1909)
- płk Gustav Seydl (1910–1911)
- płk Johann Novothný (1912–1913)
- płk Rudolf Kasal (1914)

Oficerowie
- por. rez. Leon Gallas